# Lakópark

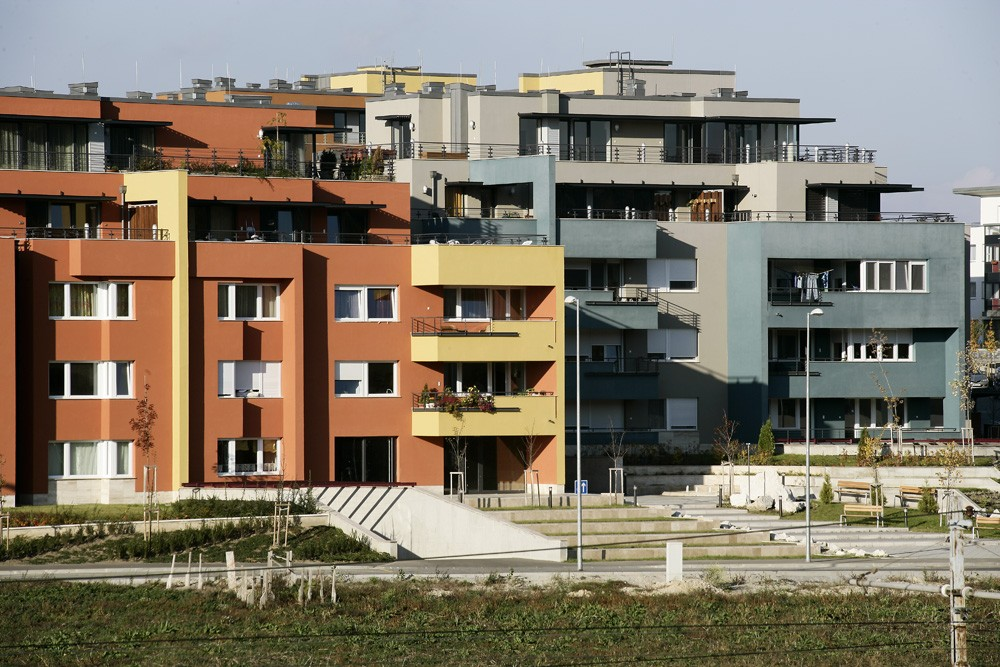
Kőérbereki lakópark, Budapest, XI. kerület. Tervező: Finta és Társai Építész Stúdió Kft., 2008

Modern formájában a lakópark olyan lakóközösség, amely mindig ellenőrzött, gyalogos-, kerékpáros-, vagy gépkocsibejárattal rendelkezik, és amelyet zárt falak, kerítések vesznek körbe. A lakóparkok általában kis lakóutcákból állnak, és számos egyéb létesítménnyel is rendelkeznek. Kisebb lakóparkok esetén ez csak egy parkot, vagy egyéb közösségi területet jelent. A nagyobb lakóparkokban már minden olyan szolgáltatás megtalálható, amely az emberek legtöbb napi szükségletét kielégíti.

## Lásd még
- Lakótelep